# Battle Golfer Yui
Battle Golfer Yui (バトルゴルファー唯; "Battle Golfer Yui") é um jogo de golfe exclusivo do Japão, desenvolvido em 1991 por Santos e publicado pela Sega para a Mega Drive em 1991.

## Jogabilidade
O jogo essencialmente combina um torneio de golfe tradicional com um enredo de um professor maluco para dominar o mundo enquanto usa esse torneio de golfe como sua frente legítima. Yui Mizuhara e Ran Ryuzaki são duas garotas normais do ensino médio que são excelentes no golfe, então são recrutadas para essa tarefa. Elas são sequestradas pelo Professor G, mas Yui é liberada antes que ele possa fazer uma lavagem cerebral nela em sua organização.
Os jogadores podem conversar com seus oponentes antes de jogar contra eles em campos de golfe de temática estranha. Habilidades especiais podem ser invocadas a um certo custo para o atributo que é o equivalente a pontos mágicos em RPGs padrão.

## Recepção
O jogo foi mal recebido no Ocidente, inclusive recebendo notas de 28/50 pela ASM e 35% pela Joystick. Retrospectivamente, a Sega-16 classificou como 5 de 10.